# Rubus adenothallus
Rubus adenothallus es una especie de planta del género Rubus, perteneciente a la familia Rosaceae.

## Taxonomía
Rubus adenothallus fue descrita por Wilhelm Olbers Focke en 1913.

## Distribución
Se encuentra en el territorio de Bolivia, Ecuador y Perú.